# Sphenostethus taslei
Sphenostethus taslei är en skalbaggsart som först beskrevs av Jean Baptiste Lucien Buquet 1841.  Sphenostethus taslei ingår i släktet Sphenostethus och familjen långhorningar. Inga underarter finns listade i Catalogue of Life.